# Dytomyia elenae
Dytomyia elenae är en tvåvingeart som beskrevs av Grichanov 1998. Dytomyia elenae ingår i släktet Dytomyia och familjen styltflugor. Inga underarter finns listade i Catalogue of Life.